# Gary B.B. Coleman
Gary B.B. Coleman (Paris, 1º gennaio 1947 – Center, 14 febbraio 1994) è stato un chitarrista, cantante e produttore discografico statunitense di genere soul blues.
Nato artisticamente in ambito locale, si trasforma poi nel promotore del genere blues e si dimostra un eccellente turnista. Coleman registra il suo primo album nel 1986, realizzato con la Ichiban Records. Ha pubblicato diversi altri album e ha prodotto la maggior parte del catalogo blues di Ichiban fino alla sua morte, nel 1994. In molte occasioni, Coleman ha svolto compiti multi-strumentistici nello studio di registrazione. Ha riconosciuto come mentori sia B.B. King, con il suo appellativo "B.B", e un compagno texano, Freddie King.

## Biografia
Coleman nasce a Paris, Texas. Già all'età di 15 anni lavora a fianco di Freddie King. Successivamente supporta come musicista Lighthin' Hopkins in concerto e continua formando il proprio gruppo. Inizia allo stesso tempo a suonare nei nightclubls di tre stati: Texas, Oklahoma e Colorado. Questo duplice stile di vita nel sud-ovest continua imperterrito per quasi venti anni, fino al 1985, anno in cui crea la propria etichetta indipendente, Mr. B's Records e registra un singolo ("One Eyed Woman"), per pubblicare infine il suo album di debutto, Nothin 'but the Blues, l'anno successivo. L'album si rivela molto popolare. La Ichiban Records si convince a firmare con Coleman un contratto di registrazione e distribuire pubblicamente Nothin 'but the Blues con la sua etichetta nel 1987.
Segue nel 1988 il successo If You Can Beat Me Rockin' (1988), e nello stesso anno i compiti di Coleman con la Ichiban Records si ampliano per includere la produzione di altri dischi e per altri spettacoli, oltre che fare da tramite con altri artisti come A&R scout. Pubblica quindi altri sei album fino al 1992 ed è responsabile per la produzione degli album di Blues Boy Willie, Chick Willis, Little Johnny Taylor e Buster Benton (Money's the Name of the Game, 1989).
Coleman ha continuato a scrivere materiale per altri artisti e talvolta a suonare chitarra e tastiere nei loro dischi. Nei suoi stessi album compaiono canzoni di cui è autore, come I Fell in Love on a One Night Stand and If You Can Beat Me Rockin' (You Can Have My Chair).
Ha continuato a ricoprire diversi ruoli con successo, fino alla morte precoce nel 1994.

## Discografia
- Nothin' but the Blues (1987), Ichiban (number 74, Billboard R&B chart)[4]
- If You Can Beat Me Rockin'... (1988), Ichiban
- One Night Stand (1989), Ichiban
- Dancin' My Blues Away (1990), Ichiban
- Romance Without Finance Is a Nuisance (1991), Ichiban
- The Best of Gary B.B. Coleman (1991), Ichiban
- Too Much Weekend (1992), Ichiban
- Cocaine Annie (1996), Icehouse Records[5]